# 棕斑林鴞

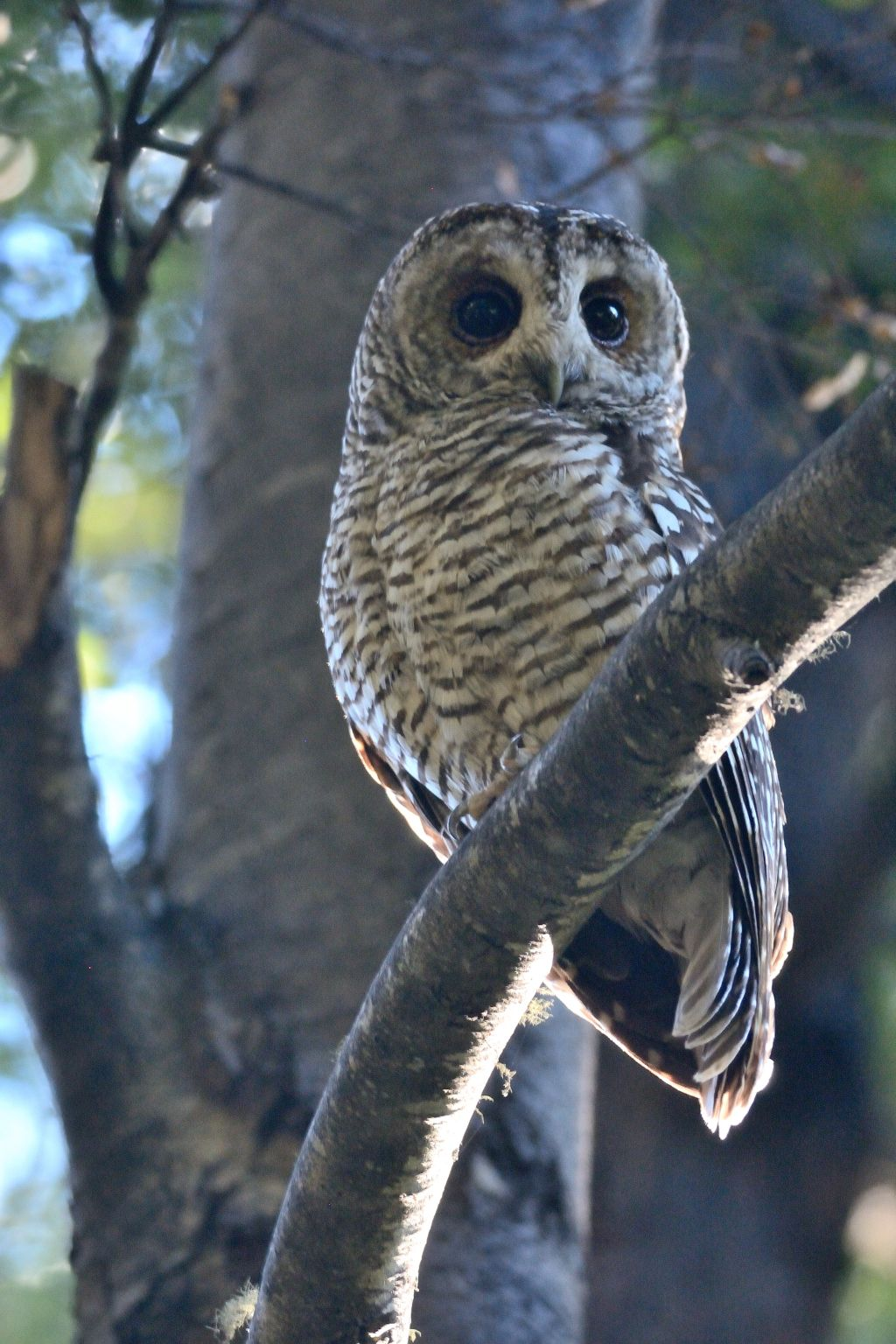
Adult. Ñuble forest, Chile

棕斑林鴞（學名Strix rufipes），又名棕腳林鴞，是一種沒有耳羽的中等貓頭鷹。其上身呈赤褐色，有白色斑紋；頭及頸的白色斑紋較多。它們的面部呈赤色，眼睛深色，腳呈橙褐色至玉桂色。它們長約33-38厘米及重300-400克。它們分佈在由智利中部及西阿根廷至火地群島，有時更遠至福克蘭群島。它們棲息在潮濕山區森林及半開放的低地森林，主要吃細小哺乳動物、鳥類及昆蟲。它們會在樹穴築巢，繁殖期在10月，每次會生2-3顆蛋。雖然它們未受威脅，但失去棲息地對它們有很大的影響。

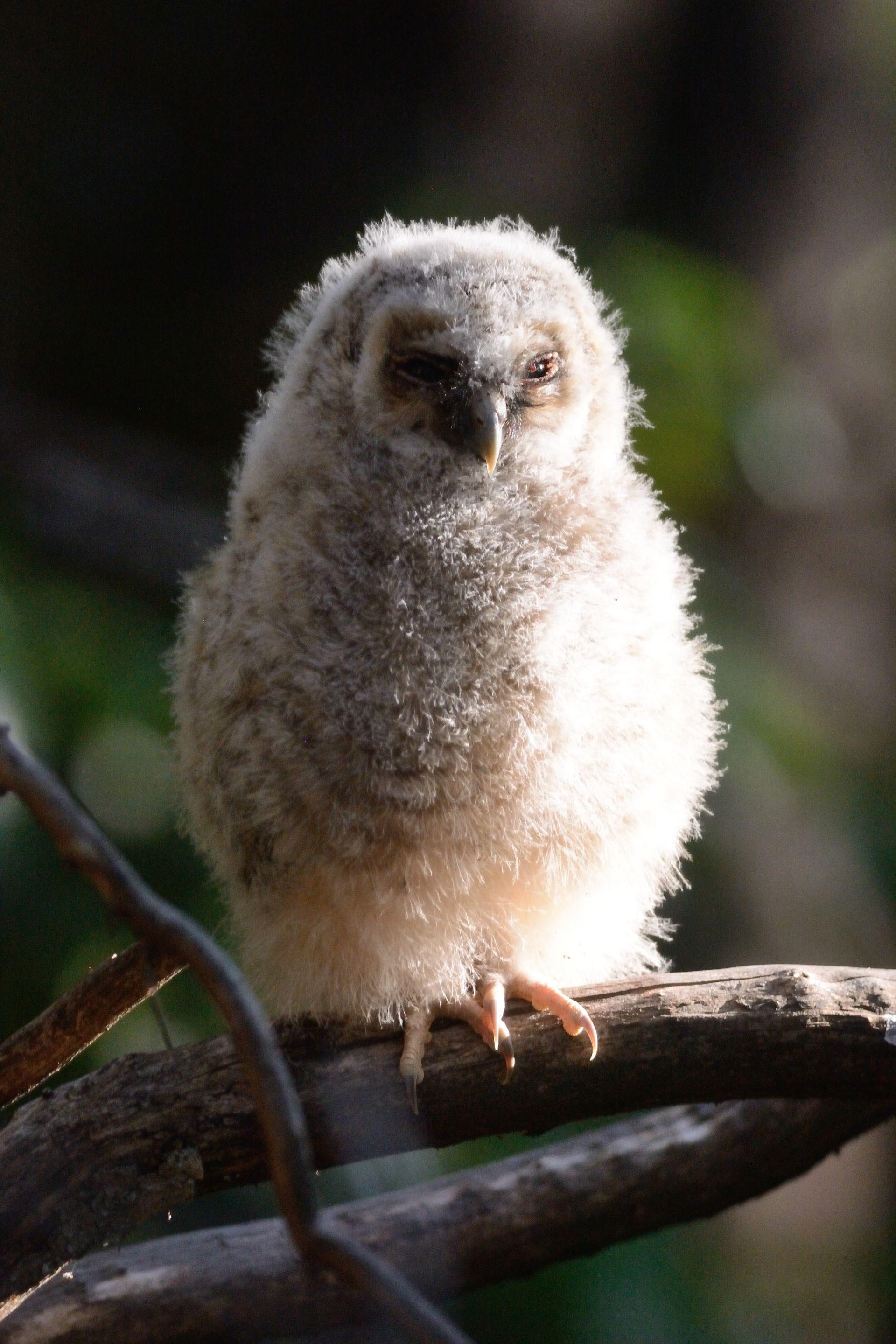
Chick, Ñuble forest, Chile

## 外部連結
World Owl Trust